# Simitthu
Koordinaten: 36° 29′ 30,8″ N, 8° 34′ 34,3″ O
Simitthu (auch Simithu oder Simitthus), das heutige Chimtou (oder Chemtou) im nordwestlichen Tunesien, war in der Antike eine Stadt in der Provinz Africa. Die Besiedlungsgeschichte reicht mindestens vom 4./5. Jahrhundert v. Chr. bis in das 9./10. Jahrhundert n. Chr. Vor allem bekannt war der Ort jedoch für seine Steinbrüche, in denen der gelbe marmor numidicum oder giallo antico abgebaut wurde, einer der am meisten geschätzten Marmore des Römischen Reiches.

## Lokalisation und Geologie

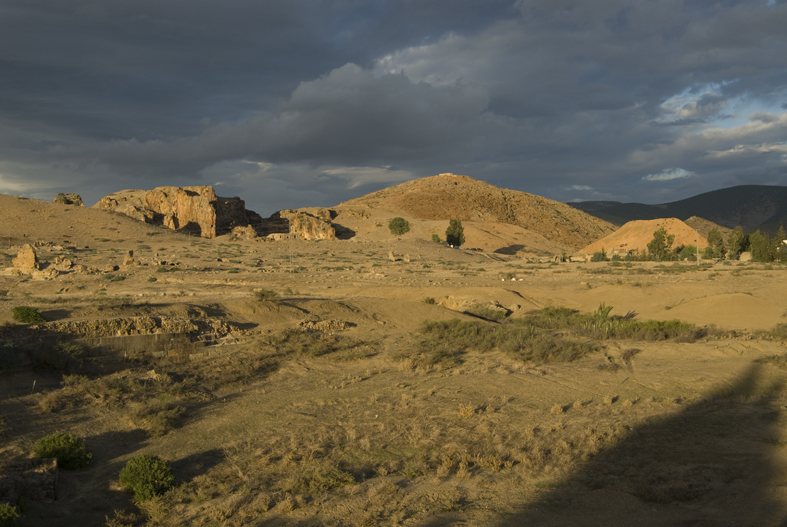
Djebel Chemtou/Tempelberg

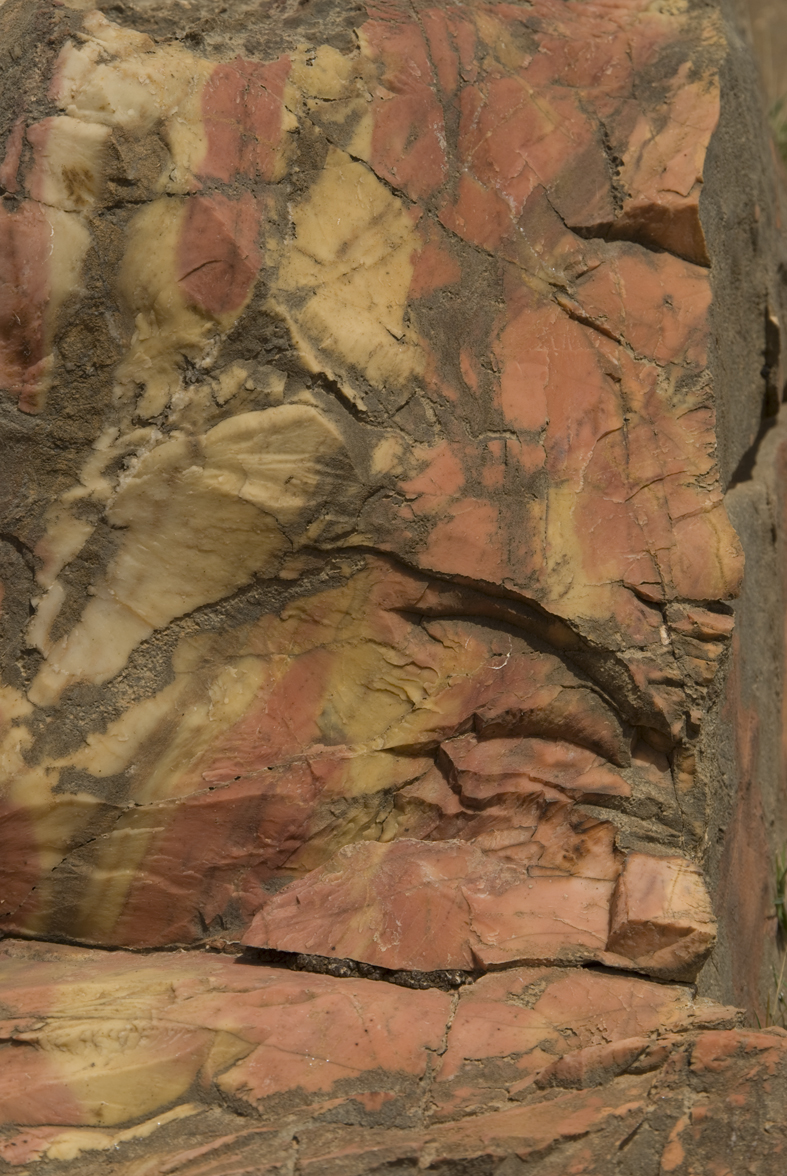
Marmor numidicum

Chimtou befindet sich im äußersten Nordwesten Tunesiens, etwa 23 Kilometer westlich der Provinzhauptstadt Jendouba. Es liegt am Mittellauf des Oued Medjerda (röm. Bagradas), des größten immer wasserführenden Flusses des Landes. Die obere Medjerda-Ebene ist bis heute das landwirtschaftlich ertragreichste Gebiet Tunesiens. Das regelmäßig geschnittene Flusstal wird im Westen und Norden von hohen bewaldeten Bergen, im Süden von flacheren Höhenrücken begrenzt.
Der Djebel Chemtou (arab. Djebel/Jebel: Berg, Gebirge), ein über zwei Kilometer langer Felsrücken, setzt sich weniger als 15 Kilometer von Westrand des Tales entfernt vom nördlichen Randgebirge ab. Es handelt sich dabei um ein vielfältig zerklüftetes Kalksteinmassiv, das an der Oberfläche von Eisenoxiden rot verfärbt ist. Seine südwestliche Spitze schiebt sich unmittelbar an die hohen Steilwände des Oued Medjerda. Der flach auslaufende Sporn des Felsrückens bildet unmittelbar an der Furt ein vor Hochwasser geschütztes Plateau. Er ist 400 Meter breit, überragt an seinem höchsten Punkt die Flussebene um 85 Meter und beherrscht als vorgerückte Landmarke das obere Medjerda-Tal.
Der Djebel Chemtou besteht auf einer Länge von über einem Kilometer aus dem Kalkstein, der in der Antike als gelber numidischer Marmor bekannt werden sollte. Er wurde schon in vorrömischer Zeit entdeckt und abgebaut. Viele Bruchzonen sind in steilen Korridoren in den Felsrücken getrieben und bilden in ihrer Gesamtheit die größten antiken Marmorbrüche Nordafrikas. Der Marmor kommt in allen Varianten von Gelb, Rosa und Rot vor und ist durch seine Adern, geschichtete Sinterbänder und bewegte Brecciengliederung gekennzeichnet. In der Farbskala antiker Prunkgesteine ist er ohne Vergleich und daher auch unter dem Namen marmor numidicum bekannt. Im diokletianischen Preisedikt aus dem ausgehenden 3. Jahrhundert n. Chr. rangiert der giallo antico unter den 18 aufgeführten Sorten mit 200 Denaren pro Kubikfuß (ein Würfel von 29,42 Zentimeter Seitenlänge) an dritter Stelle.
Das Marmormassiv ist dreifach gestaffelt: Die östliche Kuppe wird als Tempelberg, die mittlere als Gelber Berg und die westliche als Stadtberg bezeichnet. Am Tempelberg wurde im 2. Jahrhundert v. Chr. zum ersten Mal Marmor als Baumaterial entdeckt, am Gelben Berg vollzog sich später die größte Bruchtätigkeit. Die numidisch-punische Siedlung befand sich auf dem Stadtberg. Die Ausmaße der Siedlung sind bis heute unbekannt. Die spätere römische Colonia Iulia Augusta Numidica Simitthensium breitete sich spangenförmig um den Westsporn des Berges aus.

## Besiedlungsgeschichte

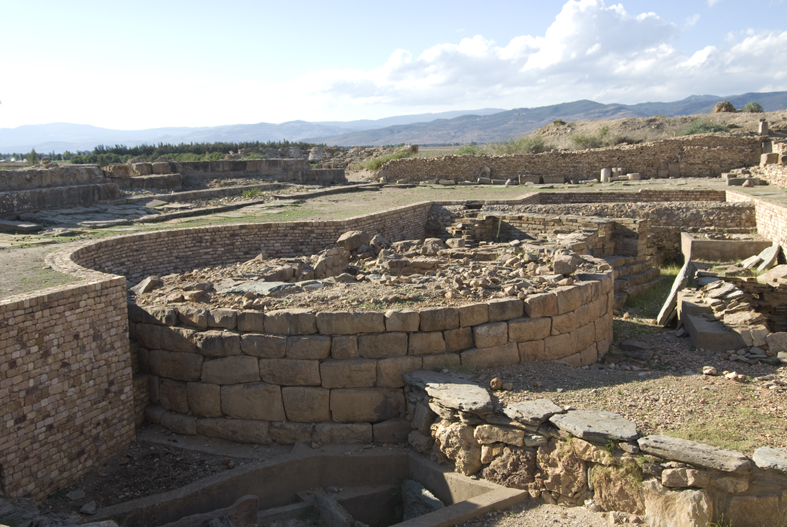
Numidische Grabbauten unter römischem Forum

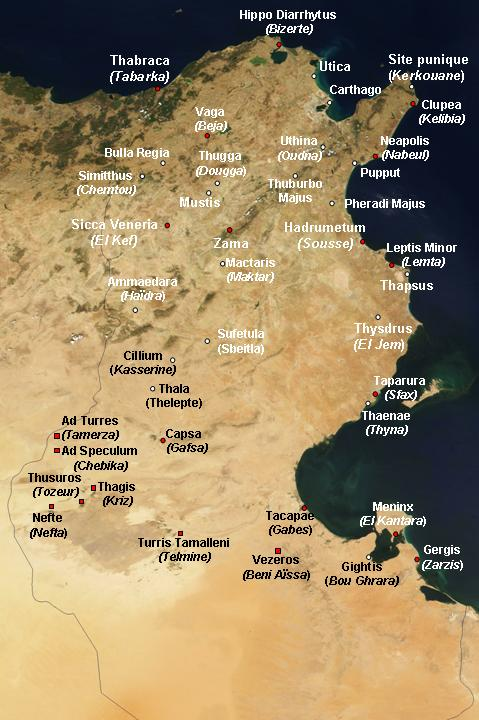
Simitthus im antiken Tunesien

Chimtou ist zwar vor allem für den Marmorabbau in römischer Zeit bekannt, die Region war jedoch bereits ab prähistorischer Zeit kontinuierlich besiedelt und zog ihren Reichtum aus der großen landwirtschaftlichen Fruchtbarkeit des Medjerda-Tals. Bereits in vorrömischer Zeit herrschte ein reger Rohstoffabbau. So wurden in Ain el Ksair schwarzer Marmor und Kalkstein, bei der nahegelegenen byzantinischen Siedlung Bordj Hallel grüner Kalkstein und in Thuburnica gelber Sandstein abgebaut.

### Punisch-numidische Siedlung
Die numidische Siedlung mit Straßen, Kanälen und Wohnbereichen wurde in den 1980er Jahren im Bereich des römischen Forums entdeckt. Sie lag an der Kreuzung zweier wichtiger Straßen von Karthago nach Hippo Regius und von Thabarca nach Sicca Veneria und einem Flussübergang und bestand vom frühen 2. Jahrhundert v. Chr. bis in das 1. Jahrhundert n. Chr. Sie war punisch beeinflusst, was sich unter anderem an der Bauweise und dem verwendeten Maßsystem ablesen lässt. Zu ihr gehört eine unter dem römischen Forum erhaltene vorrömische Nekropole aus dem 4. bis 1. Jahrhundert v. Chr. mit monumentalen Grabbauten, die zum Teil rekonstruiert wurden. Bereits seit ihrer Entstehungszeit bestanden weitreichende Handelskontakte in den Mittelmeerraum und es wurde von hier aus systematisch der giallo antico gewonnen.

### Römische Stadt
Die Stadt wurde zu Beginn der Kaiserzeit Municipium und um 27. v. Chr. Colonia mit dem Namen „Colonia Iulia Augusta Numidica Simithu“. Im 1. Jahrhundert v. Chr. begann unter Augustus, dem neuen Besitzer der Steinbrüche, der Gesteinsabbau in großem Stil. Marmor numidicum war in der römischen Oberschicht als Luxusartikel gefragt (und hatte auch als giallo antico später bei den Italienern einen hervorragenden Ruf). Er war für kaiserliche Prunkbauten begehrt und wurde nach Rom verfrachtet.
Die Wohnstadt entwickelte sich parallel mit dem Aufblühen der Steinbrüche. Simitthus prosperierte in der Hohen Kaiserzeit und erreichte seine Blütezeit unter den Severern. In dieser Zeit erfolgt eine Umgestaltung und Monumentalisierung, wie sie auch in anderen nordafrikanischen Städten zu beobachten ist. Es folgte eine spätantike Phase, die über die vandalische und byzantinische Zeit ins frühe Mittelalter überleitet. Die Aufgabe der öffentlichen Funktion des Areals erfolgt spätestens im 7. Jahrhundert n. Chr. Das Erlöschen städtischen Lebens im 7. Jahrhundert n. Chr. ist auch in anderen Siedlungen der Provinz zu beobachten. Die jüngsten großflächigen Siedlungsstrukturen sind früharabisch und stammen aus aghlabischer und fatimidischer Zeit, also dem 9. und 10. Jahrhundert n. Chr.

## Monumente
Die Zeugnisse der langen Siedlungsgeschichte Chimtous sind auf den Felsrücken bzw. an ihren Süd-, West- und Nordhängen teilweise erhalten geblieben. In Simitthus gab es all jene Gebäude, die regelhaft in römischen Städten zu finden sind: Ein Amphitheater, ein Bühnentheater, ein Forum mit Forumsbasilika und Fontäne, eine dreischiffige Markthalle, ein Nymphäum, zumindest drei Thermenkomplexe (Stadtbäder), mehrere Ehrenbögen, mindestens fünf frühchristlich-byzantinische Kirchenbauten und ein als Kaiserkultbau interpretiertes Gebäude im Nordwesten der Stadt, bei dem es sich höchstwahrscheinlich um einen sogenannten italischen Podiumtempel oder temple italique handelt. Außerdem befanden sich am Djebel Bou Rfifa zwei weitere römische Heiligtümer, die Tempelbezirke der Dii Mauri am Osthang und der Caelestis am Westhang.

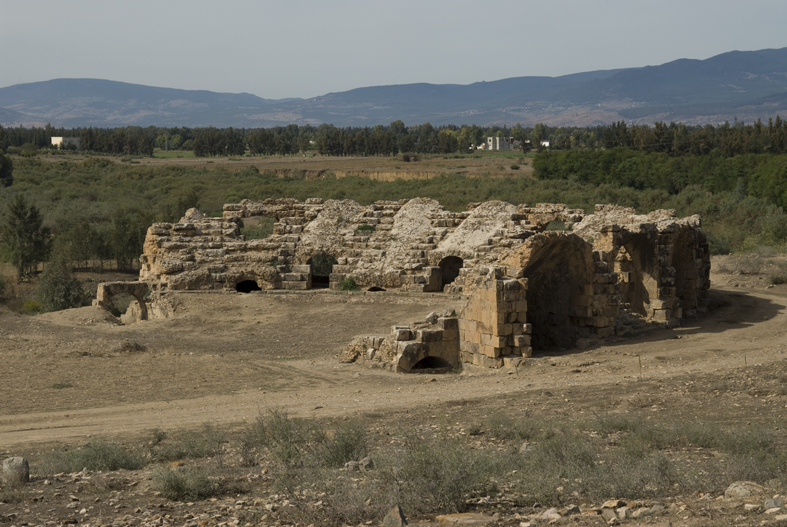
Römisches Theater
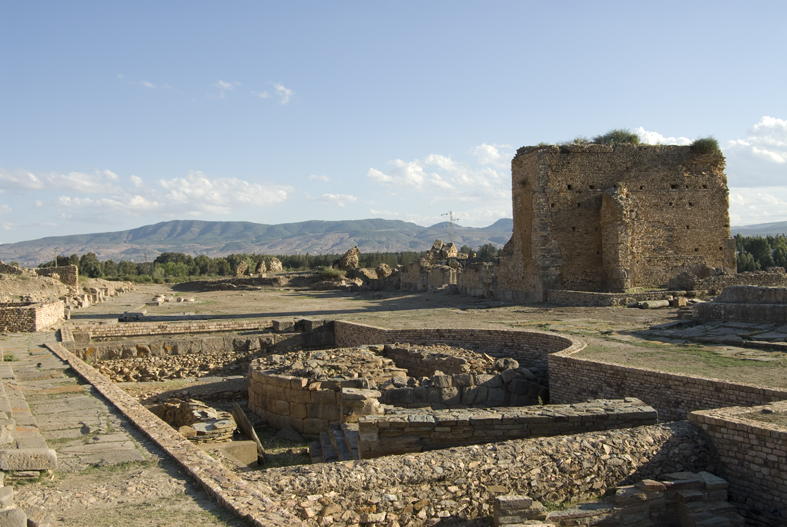
Römisches Forum
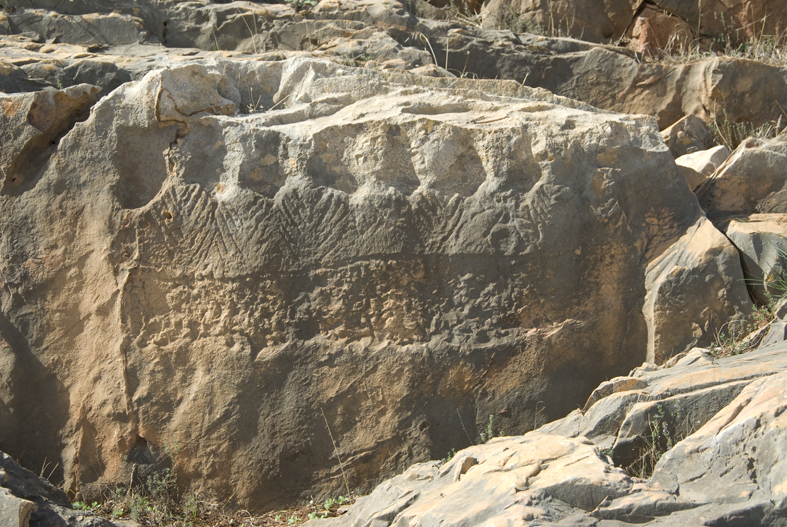
Felsrelief der Dii Mauri
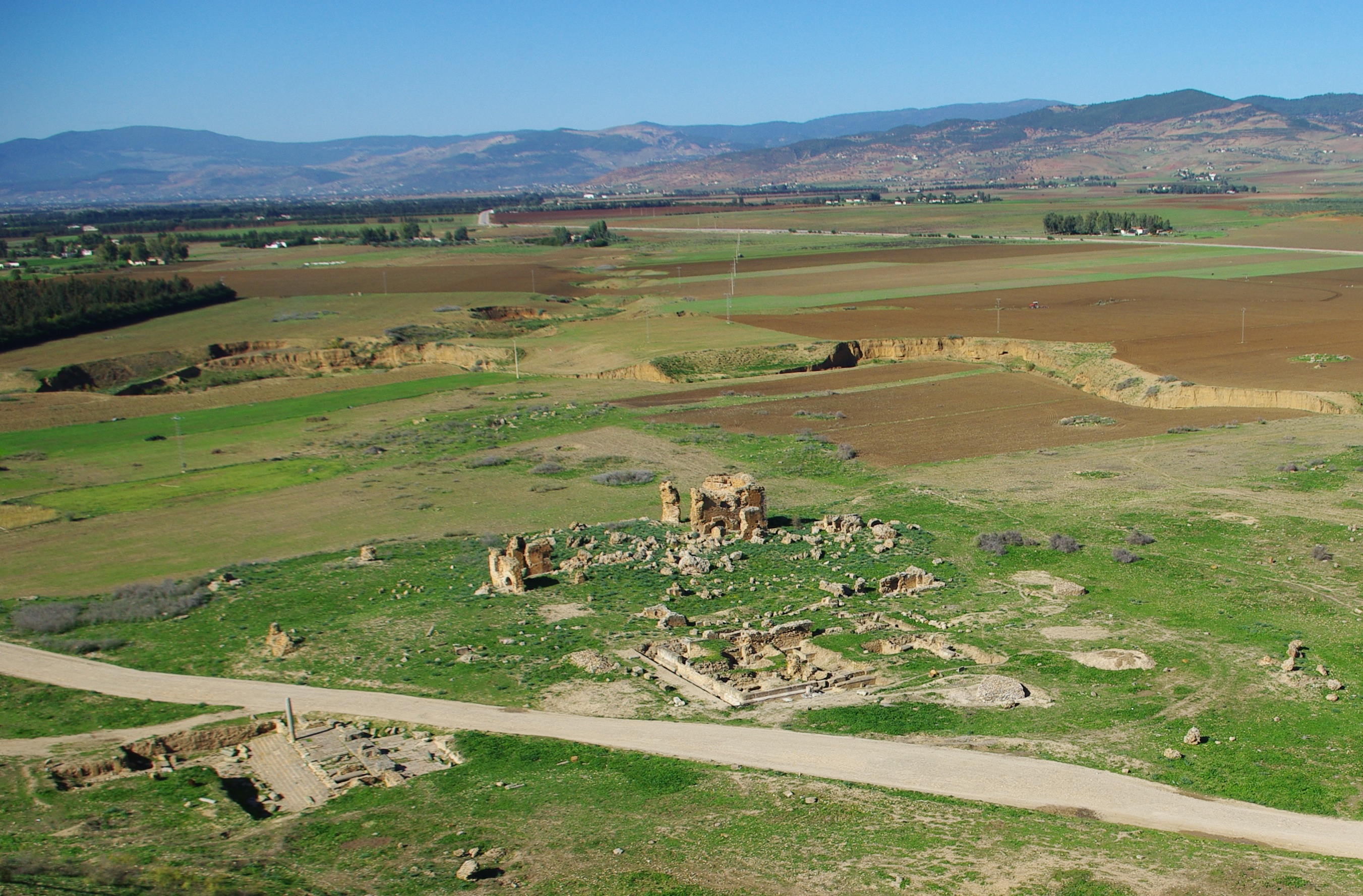
Als „Kaiserkultbau“ interpretiertes Gebäude
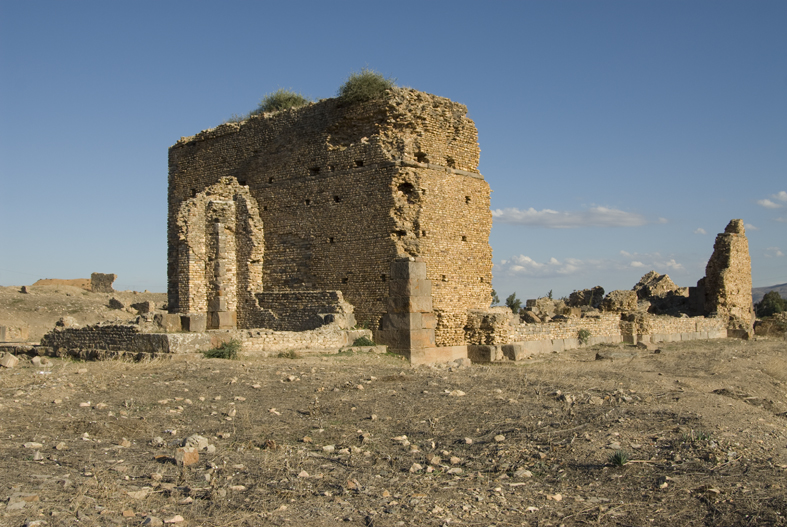
Römische Basilika im Forumsbereich
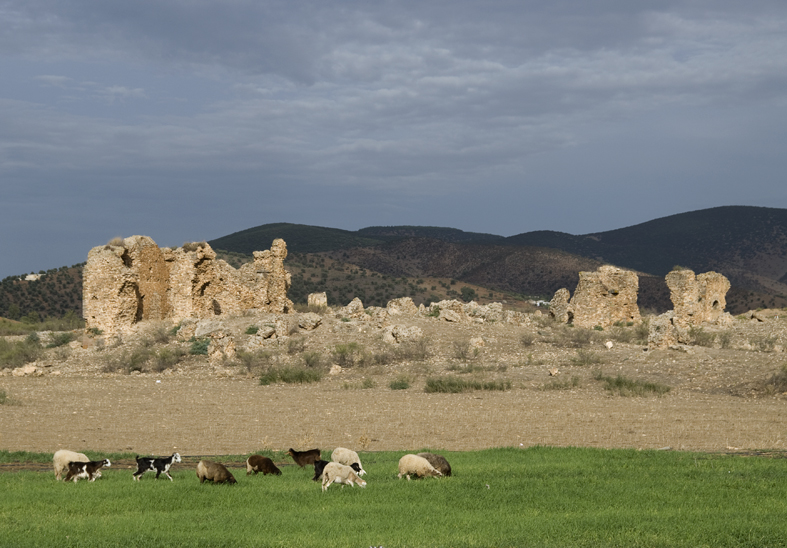
Römische Thermen

Darüber hinaus verfügte Simitthus aber auch über einige Bauwerke, die aufgrund ihrer Einzigartigkeit im nordafrikanischen Raum besonders hervorstechen:

### Numidisches Höhenmonument

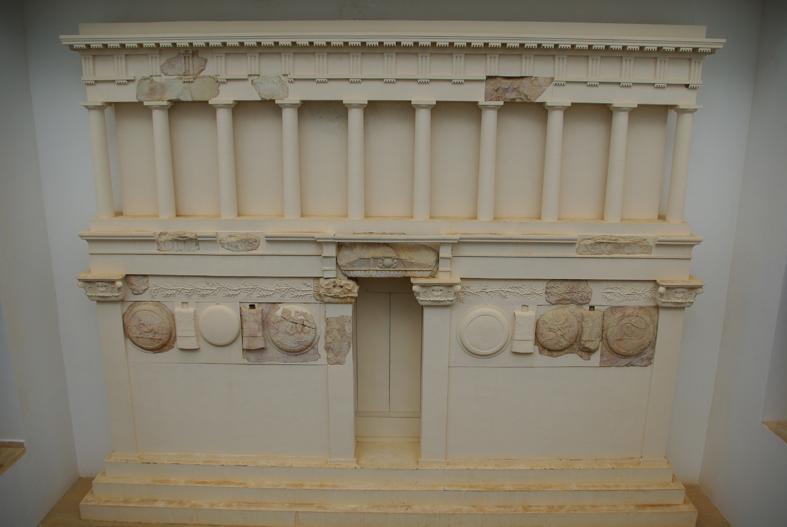
Rekonstruktion der Fassade des numidischen Höhenheiligtums auf dem Tempelberg/Djebel Chimtou

Auf dem Gipfel des Tempelbergs/Djebel Chimtou befindet sich ein numidisches Höhenheiligtum, das dem Numidierkönig Micipsa zugeschrieben wird. Dessen Vater Massinissa, der seit dem Zweiten Punischen Krieg ein Alliierter Roms war, hatte um 152 v. Chr. die Macht über das obere Medjerda-Tal ergriffen. Nach seinem Tod stiftete ihm sein Sohn und Nachfolger Micipsa im späten 2. Jahrhundert v. Chr. einen zehn Meter hohen Monumentaltar auf der höchsten Stelle des Berges. Der anstehende Marmor diente als Baumaterial, was gleichzeitig die Entdeckung des marmor numidicum bedeutete.
Der Grundriss des Höhenheiligtums ist ein Rechteck von etwa zwölf auf fünfeinhalb Meter Länge und Breite. Es war auf dem planierten Felsgrund errichtet, dessen Spalten und Unebenheiten mit Quadersetzungen geschlossen waren. Der Baukörper bestand aus massiven, mit Dübeln verbundenen Marmorquadern, und hatte keinen Innenraum. Nur wenige Blöcke der Fundamentsetzung sind in situ erhalten geblieben.
Das Monument bestand aus einem hohen Unterbau, der genau nach Osten zur aufgehenden Sonne orientiert war. An dessen östlicher Langseite war eine Scheintür angebracht, zu der ein dreistufiger Sockel führte. Auf dem Unterbau befand sich ein zweites Geschoss, das als dorischer Säulenpavillon gestaltet war. Der Bau war mit reichen Dekorationen versehen, unter anderem umzog ihn ein Trophäenrelief. Die Fragmente der Baudekoration gehören zu den wertvollsten Beispielen der nur äußerst selten erhaltenen numidischen Königsarchitektur und können heute im Museum von Chimtou an der Rekonstruktion des Höhenheiligtums besichtigt werden.
In römischer Zeit wurde das Höhenheiligtum als dem Gott Saturn geweihter Tempel weiterbenutzt. Es erfuhr im späten 2. Jahrhundert n. Chr. eine Erweiterung durch diverse Anbauten und wurde im 4. Jahrhundert n. Chr. schließlich durch eine kleine, dreischiffige Kirche ersetzt, wobei die Quader und Architekturteile des zerstörten Heiligtums verwendet wurden.

### Felsreliefs

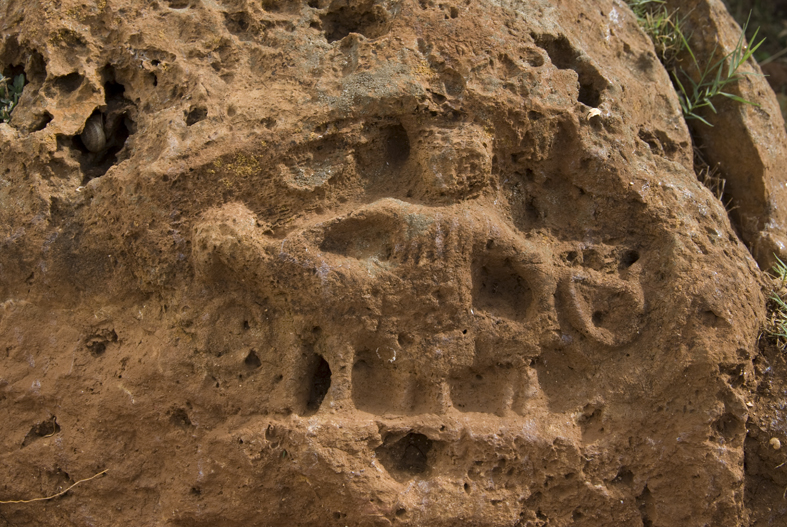
Saturnreliefs am Tempelberg/Djebel Chimtou

Ende der 1960er Jahre wurde am Tempelberg die größte bekannte Serie römischer Felsreliefs in Nordafrika entdeckt. Insgesamt sind es etwa 200 Stück. Sie sind im Südwesten, Westen und Norden des Tempelberges aus dem Felsen herausgemeißelt, stark verwittert und nur bei schräg einfallendem Licht sichtbar. Die Reliefs bilden meist dasselbe ab: Den Weihenden, einen Altar, ein Opfertier, das – wenn erkennbar – stets ein Widder ist. Der Weihende wird oft auf dem Opfertier reitend und mit den Attributen Rhombus und Kranz dargestellt. Obwohl keine Inschriften gefunden wurden, weist die Typologie auf den Gott Saturn. Ihm geweihte Reliefs bilden in Nordafrika eine der größten Denkmälerklassen. Die Reliefs sind in Gruppen angeordnet und befinden sich nach Möglichkeit auf natürlichen Felsbänken. Oft gab es direkt davor eine Nische, wo Weihegaben abgelegt werden konnten. In einem Fall wurden Scherben von mehreren Gefäßen und eine tönerne Öllampe entdeckt.

### Medjerda-Brücke

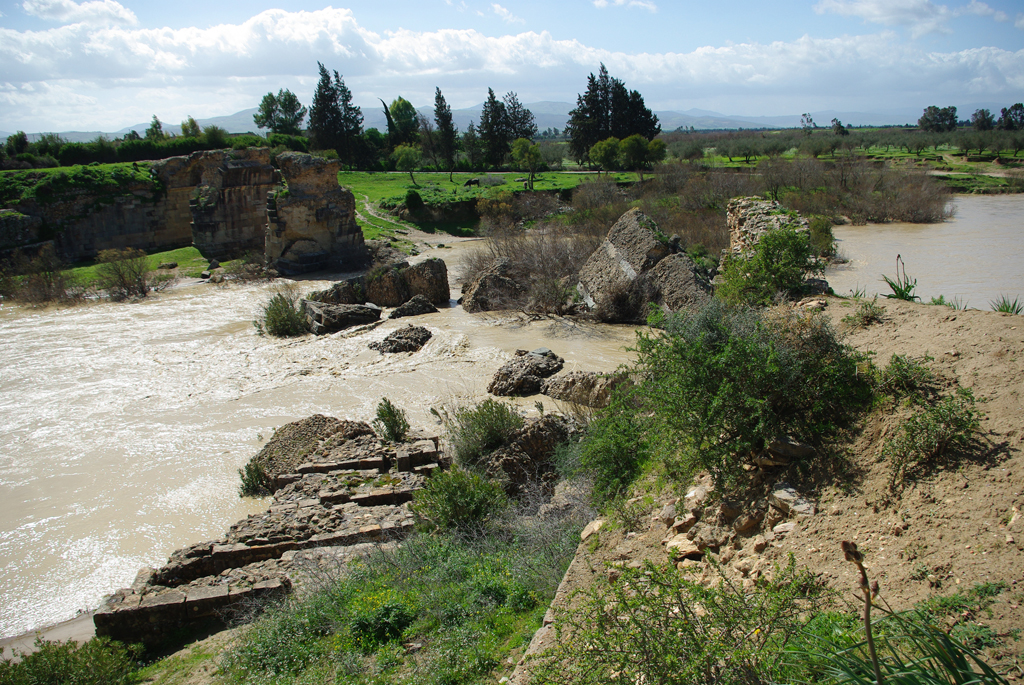
Römische Brücke über die Medjerda

Die römische Brücke über die Medjerda gilt als eines der größten Brückenbauwerke Nordafrikas und hat aus architekturgeschichtlicher und ingenieurbautechnischer Sicht eine herausragende Bedeutung. Sie führte die römische Straßenverbindung zwischen Thuburnica und Sicca Veneria über die Medjerda bei Simitthus. Im Schwemmland des stark mäandrierenden Flusses machten die schwierigen Gründungsverhältnisse und die alljährlich wiederkehrenden Hochwasser den Bau zu einer riskanten Unternehmung.
Im 1. Jahrhundert n. Chr. wurde zum ersten Mal der Versuch eines Brückenbaus unternommen, allerdings bestand diese erste Brücke nicht über das Jahrhundert hinaus. 112 n. Chr. wurde durch Trajan ein Neubau gestiftet, wie einer Weihinschrift zu entnehmen ist (sie befindet sich heute im Museum Chimtou). Zum Bau der Brücke wurde wahrscheinlich der Fluss temporär umgeleitet. Eine 30 Meter breite und 1,5 Meter dicke Gründungsplatte aus Holzkästen, die mit einem Kalk-Mörtel-Stein-Gemisch (Opus caementicium) gefüllt waren, wurde auf das Flussbett gesetzt. Ihre Oberseite war mit einem Belag von Steinquadern gesichert. Diese Konstruktion wurde aber durch den stark wechselnden Wasserstrom sehr stark beansprucht und wurde deshalb später verstärkt. Die Festigungsmaßnahmen konnten die Unterspülung des Plateaus jedoch nicht aufhalten, was schließlich zum Einsturz der Brücke im 4. Jahrhundert führte. Seither bilden die Reste des Bauwerks ein beeindruckendes Trümmerfeld.
Die Brücke hatte drei Bogenöffnungen, von denen nur eine als Wasserdurchlass diente, so dass sie gleichzeitig ein Staudamm war. Lediglich der südlichste Brückenpfeiler steht noch an seiner ursprünglichen Stelle. Als Material für die Quader wurden grünlicher Kalkstein aus Bordj Helal, grauer Marmor/Kalkstein aus Ain El Ksir und gelbe Steinblöcke unbekannter Herkunft verwendet.

### Turbinenmühle
Etwa ein Jahrhundert nach Einweihung der Brücke wurde am linken Uferrand eine von Turbinen angetriebenen Getreidemühle angelegt. Sie ist eine von nur zwei in Nordafrika bekannten, römischen Turbinenmühlen (die Zweite befindet sich in Testour). Es handelte sich um einen rechteckigen Quaderbau im Schutz des hohen Brückenkopfes. Die hölzernen Turbinen hatten horizontal gelagerte Schaufelräder, drei Mühlsteine waren unmittelbar auf den Turbinenachsen befestigt. Die zuvor aus der Antike unbekannte Konstruktion arbeitete raffiniert: Wenn der Flusspegel und damit die Strömungsgeschwindigkeit im Sommer zu niedrig war, um die Mühlenräder antreiben zu können, wurde das Wasser zunächst in einem regulierbaren Mühlenteich gestaut. Anschließend wurde es in Mühlengänge geleitet, die sich wie Düsen stark verengten und darin beschleunigt, so dass die Mühle das ganze Jahr über funktionierte.
Als in der ersten Hälfte des 4. Jahrhunderts n. Chr. die Brücke einstürzte, wurde dabei auch das Mühlengebäude zerstört und der Mühlenteich gesperrt, so dass die Anlage nicht mehr funktionsfähig war.

### Arbeitslager

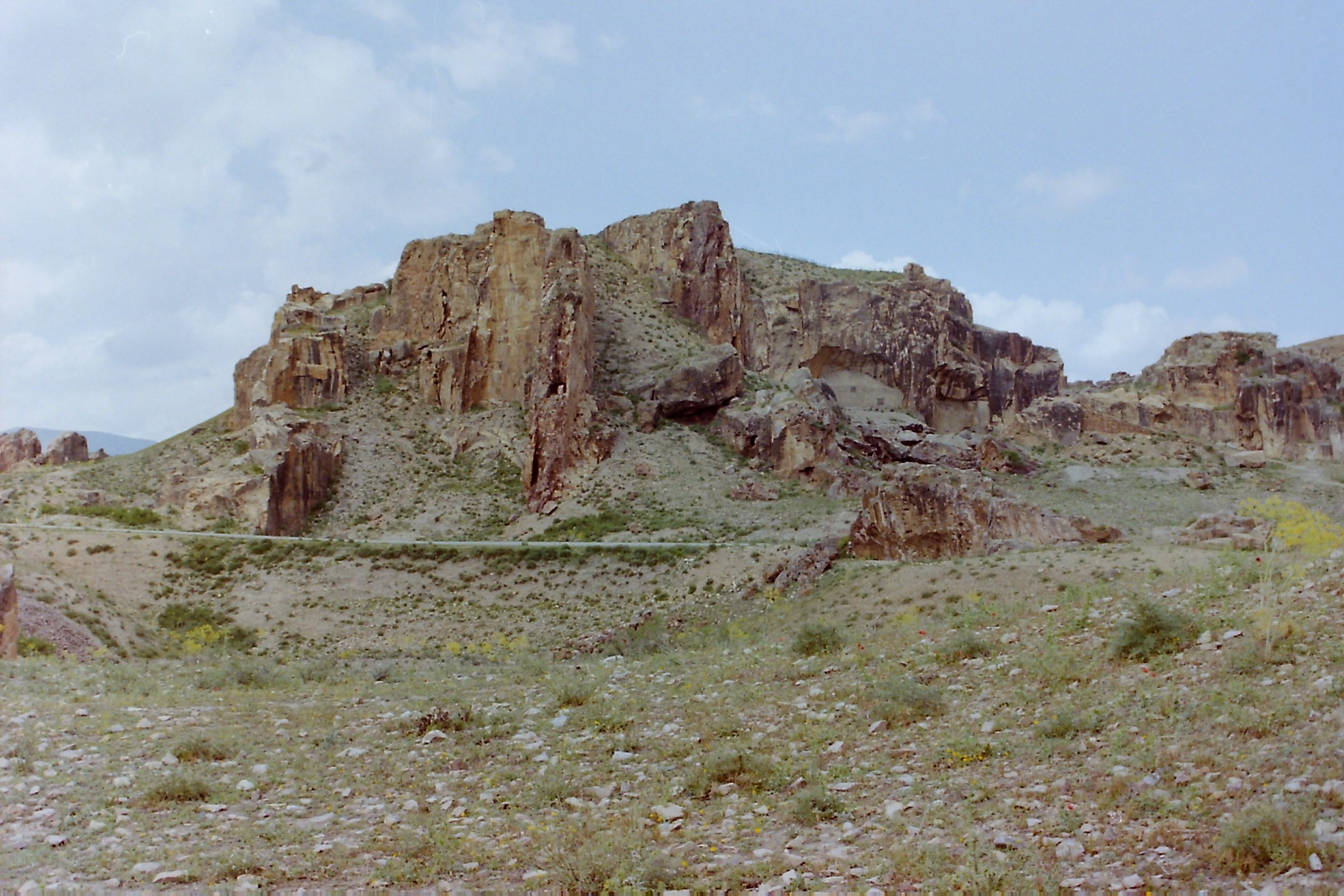
Marmorsteinbruch

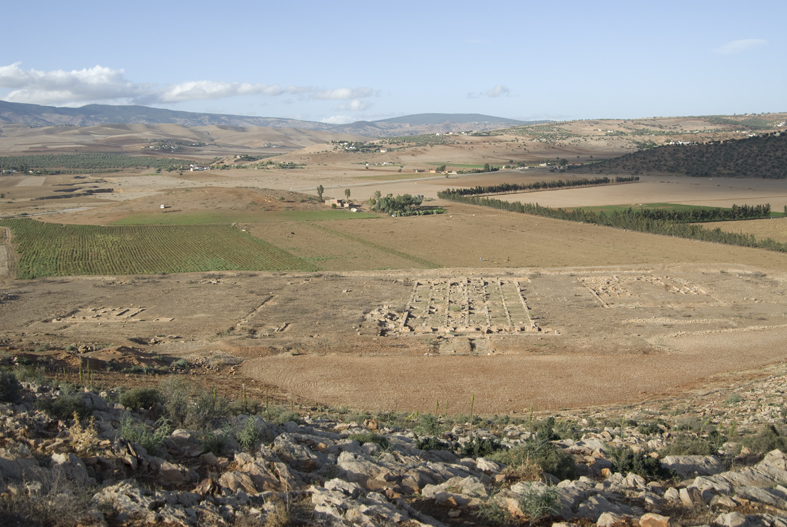
Römisches Arbeitslager

Für den zentral organisierten Marmorabbau war ein Arbeits-, Wohn- und Verwaltungslager notwendig, das am Nordrand des Steinbruchgeländes, 800 Meter von der römischen Stadt entfernt, auf einer Fläche von über 40.000 Quadratmetern angelegt wurde. Auf dem riesigen Lagerareal befanden sich Stapelräume, Wohnungen, Ställe, Werkstätten, Badehäuser, Heiligtümer, Wasserverteiler und, unmittelbar vor der 300 Meter langen Südmauer, ein eigener Friedhof für die Lagerbewohner (die städtische Nekropole befand sich am Südhang des Djebel Chemtou). Dabei handelte es sich häufig um richterlich „zu den Steinbrüchen“ Verurteilte, zum Beispiel nach der Zeitenwende verfolgte Christen (darunter auch Frauen). Sie wurden in schlichten Steingräbern mit bescheidenen Grabhügeln bestattet. Der Lagerbereich war von einer hohen schweren Mauer umgeben, an der bisher nur zwei Toreinfahrten gefunden wurden. Obwohl das Arbeitslager so hermetisch von der Stadt abgetrennt war, zog sie daraus ihren Nutzen: Vorsteher der Steinbrüche spendeten dem Ort öffentliche Gebäude, jedoch nicht aus Marmorblöcken, denn die waren zu teuer und für den Export bestimmt.
Das größte Bauwerk im Lager war eine über 3000 Quadratmeter große Fabrikationsstätte oder Fabrica, die vom Lager selbst durch schwere Mauern abgegrenzt wurde. Sie war in sechs langgestreckte Werkstattachsen gegliedert, die nur einzeln durch sechs verschließbare Tore betreten werden konnten und nicht untereinander verbunden waren. Es wurden hier über 5000 Steinobjekte unterschiedlichster Art gefunden, die von einer regelrechten Massenproduktion zeugen: Neben Platten und Blöcken aus Marmorrohlingen wurden hier Teller, Schminkpaletten, Intarsien, Mörser, Stößel, Reliefschalen und Statuetten sowohl für den alltäglichen Gebrauch als auch für den Export gefertigt. Manche der geschliffenen Schalen hatten Wandungen von lediglich 2 Millimeter Stärke.
Der Komplex wurde im vorletzten Drittel des 2. Jahrhunderts n. Chr. errichtet und erst um die Jahrhundertwende mit einer eigenen Wasserleitung im Inneren versehen. Bereits um die Mitte des 3. Jahrhunderts ließ jedoch ein Erdbeben Gewölbe und Flachdecken der vielschiffigen Anlage einstürzen. Daraufhin wurde die Fabrica nur in Teilen notdürftig wieder hergerichtet und bestand unter unklaren Bedingungen noch bis zum Ende des Jahrhunderts. Wahrscheinlich ist, dass die Arbeiter in dieser letzten Phase nicht mehr im Lagerbereich wohnten, da keine neuen Gräber mehr am Lagerfriedhof angelegt werden. Im 4. Jahrhundert werden schließlich die Lagermauern systematisch für Baumaterial geplündert und das Lager abschließend komplett einplaniert.

### Zisternen und Aquädukte

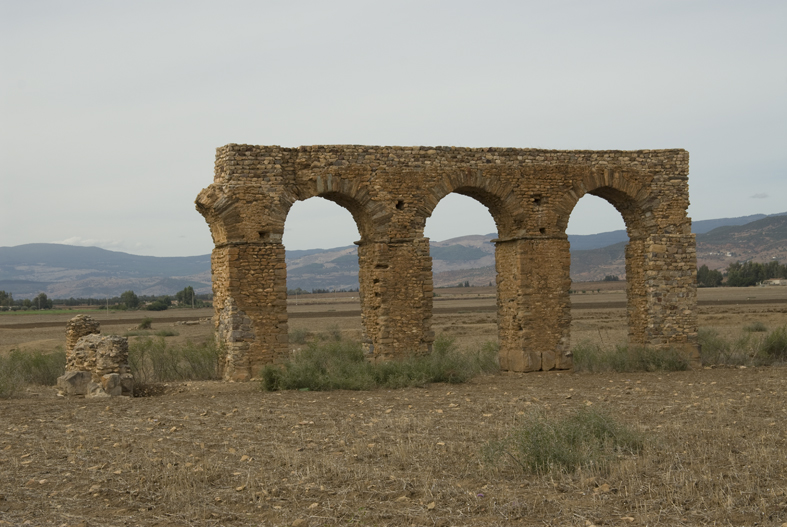
Römischer Aquädukt

Wie in jeder römischen Stadt gab es in Simitthus einen städtischen Aquädukt, aus dem öffentliche und private Bäder, Trinkwasserbrunnen und Schaufontänen gespeist wurden. In Simitthus gab es jedoch im Unterschied zu anderen römischen Städten einen erhöhten Wasserbedarf, da nicht nur die Wohnstadt regelmäßig mit frischem Quellwasser versorgt werden musste, sondern auch die Steinbrüche: Im Steinbruchbetrieb, im Arbeitslager und in der Fabrica wurde es zum Sägen, Schleifen, Schmieden der Werkzeuge und als Trinkwasser für die Arbeiter ständig benötigt. Daher verfügte Simitthus über einen ungewöhnlich aufwändigen Aquädukt: Das Wasser wurde auf einer Strecke von über 30 Kilometern mit Brücken, Pfeilerarkaden und unterirdischen Kanälen zu der Stadt transportiert. Dort wurde es in ein fast 2 Kilometer außerhalb der Stadt gelegenes „Castellum divisorum“ geleitet. Dabei handelt es sich um einen riesigen gewölbten siebenschiffigen Wasserspeicher und -verteiler mit großen Fensteröffnungen zur Belüftung. Hier konnten über 10.000 Kubikmeter Wasser gespeichert und nach Bedarf verteilt werden. Der Aquädukt führte an der Nordwand hinein und an der Hangseite im Osten führten regulierbare Leitungen nach Süden zur Stadt hin und zu den Steinbrüchen.

## Forschungsgeschichte

### Französische Forschung des 19. Jahrhunderts

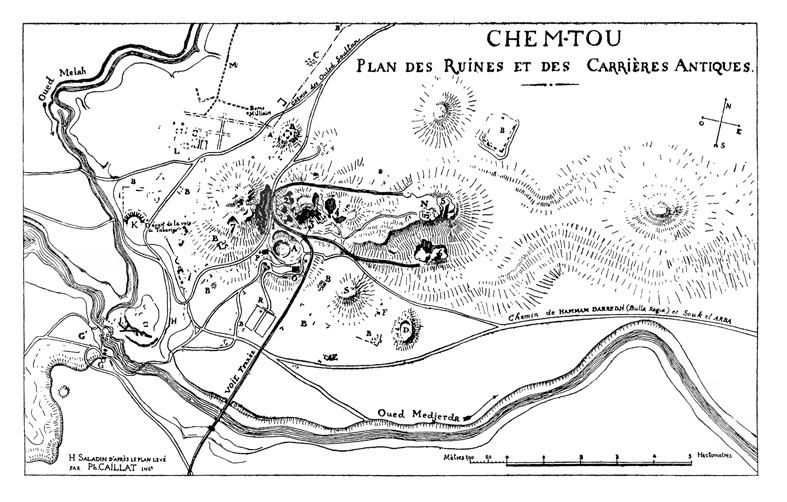
Plan der Ruinen von Chimtou von Henry Saladin

Die älteste bekannte Geländeaufnahme stammt von dem französischen Ingenieur Philippe Caillat. Er zeichnete einen Ruinen- und Geländeplan für den Epigraphiker René Cagnat, der 1882 Chimtou besuchte. 1885 wurden die Ruinen erneut dokumentiert, diesmal durch den französischen Architekten Henri Saladin. Seine Version war die bis dahin vollständigste und basierte auf dem von Charles Emonts überarbeiten Plan von Caillat.
Erste archäologische Ausgrabungen wurden 1892 von dem französischen Archäologen Jules Toutain unternommen, der Teile des römischen Theaters untersuchte. Die Arbeiten wurden jedoch bereits nach kurzer Zeit wieder eingestellt.

### Deutsch-tunesische Kooperation
Im Jahr 1965 begann schließlich die erste deutsch-tunesische Grabungskampagne in Chimtou. Hierbei arbeiteten das damalige Institut National d’Art et d’Archéologie INAA (heute: Institut National du Patrimoine INP) und das Deutsche Archäologische Institut Rom zusammen. Die deutschen Ausgrabungen in Simitthus sind eng verbunden mit dem Namen Friedrich Rakob, der seit Beginn des deutsch-tunesischen Kooperationsprojekts Leiter der deutschen Seite war. Besonderes Interesse galt bei den Arbeiten zunächst der Erforschung des Steinbruchs sowie seiner Entwicklungsgeschichte und Technologie. Dabei wurden das numidische Höhenheiligtum sowie zwei weitere römische Heiligtümer am Djebel Bou Rfifa entdeckt. Auf die Felsreliefs wurden die Ausgräber ebenfalls Ende der 1960er Jahre aufmerksam. Bald verfolgte man jedoch auch Fragestellungen zu städtischer Infrastruktur und Entwicklung.
In den 1970er Jahren wurde anhand luftbildarchäologischer Untersuchungen das Arbeitslager ausfindig gemacht. Die Erfassung und Dokumentierung eines Großteils der römischen Infrastruktur fällt ebenfalls in diese Zeit. Außerdem konzentrierte sich die Forschungstätigkeit auf die unter dem römischen Forum erhaltene vorrömische Nekropole. Die ersten Spuren der dazugehörigen numidischen Siedlung wurden in den 1980er Jahren entdeckt. Ihre weitere Erforschung ist das Ziel der im Jahre 2008 aufgenommenen Arbeiten. 1998 war das Arbeitslager Ziel von Ausgrabungen, die unter der Leitung von Michael Mackensen, Ludwig-Maximilians-Universität München, standen.

### Museum in Chimtou

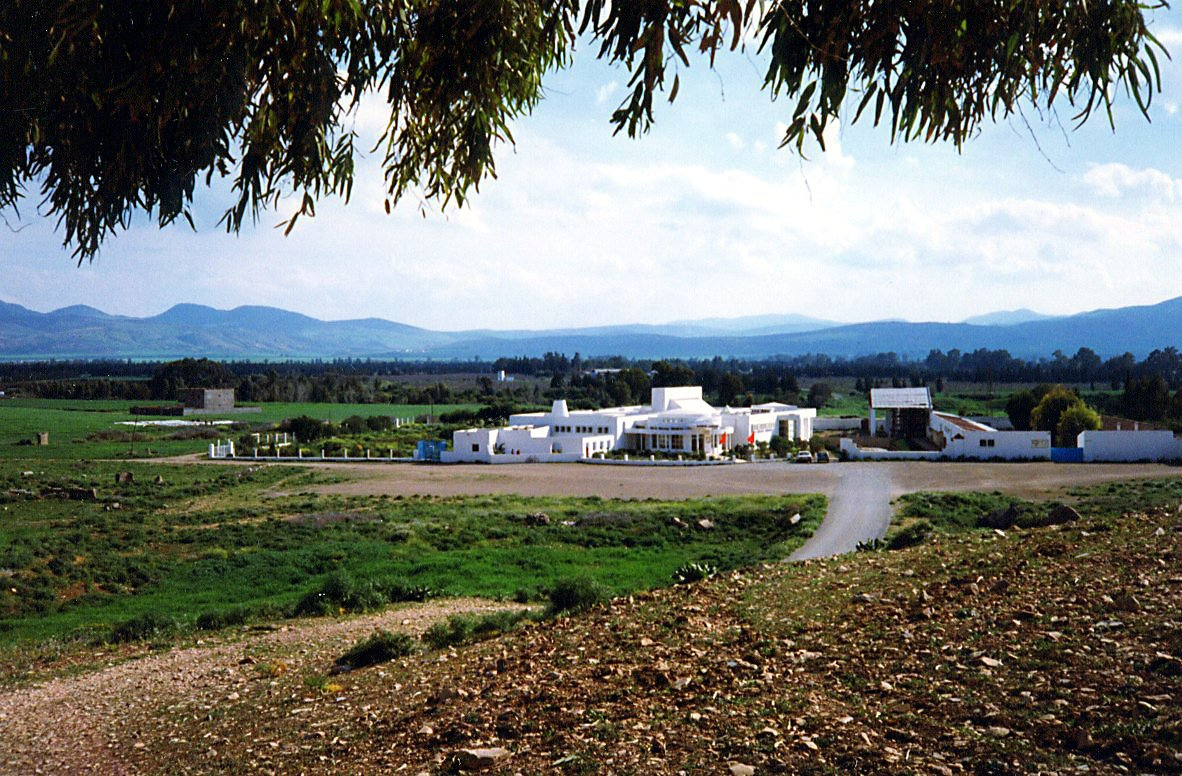
Musée Archéologique de Chimtou

Ab 1992 wurde in Chimtou ein archäologisches Museum eingerichtet und 1997 eingeweiht: das Musée Archéologique de Chimtou. Bei den Bauarbeiten kam es 1993 zu einem spektakulären Goldfund von 1.447 Münzen aus römischer Zeit. Im Museum sind die Ergebnisse der Forschungen von 1965 bis 1995 ausgestellt. Im zentralen Innenhof kann die rekonstruierte Fassade des hellenistisch-numidischen Höhenmonuments mit den bedeutenden Fragmenten der Architekturdekoration aus dem 2. Jahrhundert v. Chr. in Originalgröße besichtigt werden. Außerdem wurde 1999 ein Film erstellt, der die Forschungsergebnisse zwischen 1965 und 1999 in fünf verschiedenen Sprachen zusammenfasst.

### Neue Arbeiten
Im Zentrum der neusten Arbeiten seit 2008, unter der Leitung von Philipp von Rummel (DAI Rom) und Mustapha Khanoussi (INP Tunis), steht nun die Frage nach der Entwicklung der Stadt in der bisher weitgehend unbekannten Früh- und Spätphase der Siedlung. Erste wichtige Ergebnisse zur vorrömischen Phase konnten in der 1980–1984 nördlich des Forums von C. B. Rüger angelegten Sondage erzielt werden. Ziel des aktuellen Projekts ist sowohl die Publikation dieser älteren Resultate als auch deren Konfrontation mit neuen Fragen, denen unter anderem durch die Erweiterung der Grabungsfläche Rechnung getragen wird. Dabei konzentrieren sich die Arbeiten vor allem auf den Bereich des Forums, auf die Medjerda-Brücke sowie auf den sogenannten Kaiserkulttempel. Hinzu kommen die Aufarbeitung und Publikation des spätantiken Münzschatzes, der bei Bauarbeiten zum Museum ans Licht kam.

## Sonstiges
Simitthu ist ein Titularbistum der katholischen Kirche.